# Amblytelus striatus
Amblytelus striatus é uma espécie de inseto coleóptero adéfago pertencente à família dos carabídeos, que inclui, entre seus grupos, os besouros-bombardeiros. Esta espécie, assim como outros representantes de Amblytelus, se encontra classificada dentro da subfamília Psydrinae, sendo um dos principais membros da subtribo Amblytelina, tribo Moriomorphini.
Esta espécie seria descrita primeiramente no ano de 1920, pelo entomólogo australiano Thomas Gibson Sloane, em um artigo notativo com descrições originais de gêneros e espécies de coleópteros australianos, especificamente carabídeos, com distribuição geográfica na região da Tasmânia, no continente australiano.